# 2-Hidroksi-6-okso-6-(2-aminofenil)heksa-2,4-dienoatna hidrolaza
2-Hidroksi-6-okso-6-(2-aminofenil)heksa-2,4-dienoatna hidrolaza (EC 3.7.1.13, CarC) je enzim sa sistematskim imenom (2E,4E)-6-(2-aminofenil)-2-hidroksi-6-oksoheksa-2,4-dienoat acilhidrolaza. Ovaj enzim katalizuje sledeću hemijsku reakciju
(2E,4E)-6-(2-aminofenil)-2-hidroksi-6-oksoheksa-2,4-dienoat + H2O {\displaystyle \rightleftharpoons } antranilat + (2E)-2-hidroksipenta-2,4-dienoat
Ovaj enzim katalizuje treći korak u aerobnoj degradaciji karbazola.

## Literatura
- Nicholas C. Price; Lewis Stevens (1999). Fundamentals of Enzymology: The Cell and Molecular Biology of Catalytic Proteins (Third изд.). USA: Oxford University Press. ISBN 019850229X.
- Eric J. Toone (2006). Advances in Enzymology and Related Areas of Molecular Biology, Protein Evolution (Volume 75 изд.). Wiley-Interscience. ISBN 0471205036.
- Branden C; Tooze J. Introduction to Protein Structure. New York, NY: Garland Publishing. ISBN 0-8153-2305-0.
- Irwin H. Segel. Enzyme Kinetics: Behavior and Analysis of Rapid Equilibrium and Steady-State Enzyme Systems (Book 44 изд.). Wiley Classics Library. ISBN 0471303097.

## Spoljašnje veze
- 2-hydroxy-6-oxo-6-(2-aminophenyl)hexa-2,4-dienoate+hydrolase на 